# Carey W. Barber
Carey W. Barber (4 de julio de 1905 - 8 de abril de 2007) Miembro del Cuerpo gobernante de los testigos de Jehová desde 1977 hasta su muerte.
Barber nació en Trowbridge, Wiltshire, (Inglaterra) en 1905, el 18 de abril de 1921, durante una pequeña asamblea de los Estudiantes Internacionales de la Biblia (como se conocía entonces a los testigos de Jehová) que se celebró en Winnipeg, Canadá, se bautizó a la edad de dieciséis años.
Dos años después, él y su hermano gemelo, Norman, se trasladaron a Brooklyn para colaborar en un nuevo proyecto de los testigos de Jehová de comenzar a imprimir sus propios libros. Fue asignado para operar una prensa pequeña que, entre otras cosas, imprimía expedientes para casos judiciales que se presentaban ante el Tribunal Supremo de Estados Unidos. Posteriormente, trabajó en el departamento de servicio.
En 1948, recibió la asignación de ministro viajante, lo que le permitió visitar asambleas y congregaciones  por todo el oeste de Estados Unidos. Fue invitado a la clase número veintiséis de la Escuela de Galaad en 1955. En la misma clase conoció a una precursora (evangelizadora de tiempo completo) que se llamaba Sydney Lee Brewer. Después de la graduación, se casaron el 18 de febrero de 1956.
Después de haber sido ministro viajante por unos treinta años, en el otoño de 1977 recibió una carta de las oficinas centrales en la que se le invitaba a servir como miembro del Cuerpo Gobernante de los Testigos de Jehová. 
Carey Barber falleció el domingo 8 de abril de 2007, a los 101 años de edad.